# Jean Rondeau (Musiker)

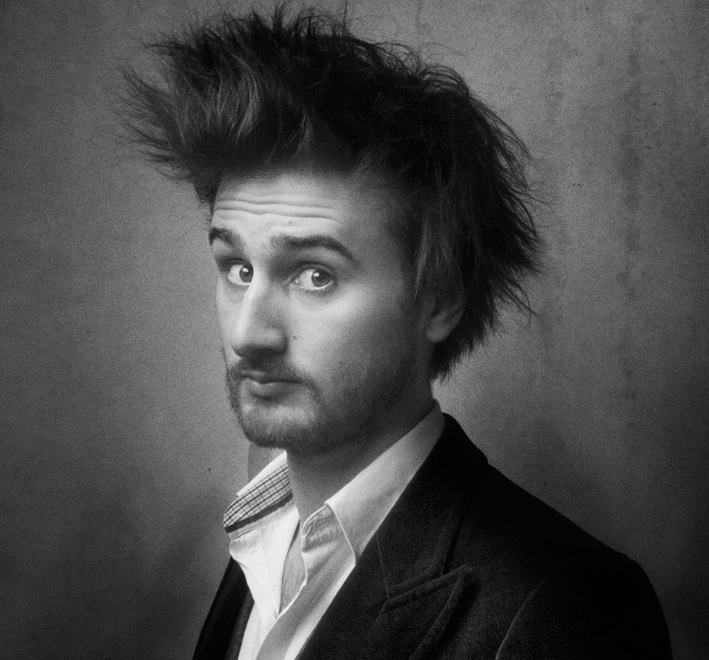
Jean Rondeau, 2016

Jean Rondeau (* 23. April 1991 in Paris) ist ein französischer Cembalist, Pianist und Komponist.

## Leben
Als Jean Rondeau mit 17 Jahren ein Klavierstudium am Pariser Konservatorium begann, hatte er bereits über zehn Jahre Cembalo-Unterricht bei Blandine Verlet (1942–2018) erhalten. Er studierte außerdem Generalbass bei Frédéric Michel und Pierre Trocellier, Orgel bei Jean Galard und ließ sich von Sylvain Halevy und Benjamin Moussay in Jazz und Improvisation sowie von Didier Louis im Chordirigieren unterrichten. Weitere Lehrer waren Olivier Baumont, Blandine Rannou und Kenneth Weiss sowie Carole Cerasi und James Johnstone an der Guildhall School of Music and Drama in London. Zusätzlich studierte er Komposition am Conservatoire à rayonnement régional de Paris (CRR) sowie Musikwissenschaft an der Université Paris-Sorbonne. Er schloss sein Klavierstudium am Pariser Konservatorium mit Auszeichnung ab.
Rondeau tritt regelmäßig in Europa und den Vereinigten Staaten auf. Seine Engagements als Orchester-, Kammermusiker oder Solist führten ihn in zahlreiche Konzertsäle Europas und Nordamerikas. Rondeau arbeitete wiederholt mit dem Barockorchester „Les Ambassadeurs“ zusammen und ist Gründungsmitglied des Barockquartetts „Nevermind“, mit dem er 2015 Werke unbekannter französischer Meister der ersten Hälfte des 18. Jahrhunderts einspielte. Rondeau ist Mitbegründer des Jazz-Projektes „Note Forget“, welches ihm als Plattform für seine Jazzkompositionen dient.
Nach erfolgreichen Debüt-Konzerten in Deutschland, beim Klavier-Festival Ruhr oder den Musikfestspielen erhielt er zahlreiche Einladungen von namhaften Institutionen, so vom Rheingau Musikfestival, dem Musikfest Bremen, der Philharmonie Essen, der Klassik Lounge des Kulturradio RBB oder der Thüringer Bachwochen.
Rondeau komponierte den Soundtrack für Christian Schwochows Film Paula.

## Preise
Mit 21 Jahren war Jean Rondeau 2012 einer der jüngsten Gewinner des Cembalo-Wettbewerbs beim MA Festival Brügge in Brügge sowie des European Union Baroque Orchestra Development Trust Awards, der an junge Künstler in der Europäischen Union vergeben wird. Im Frühjahr desselben Jahres gewann Rondeau den Zweiten Preis des Cembalo-Wettbewerbs des Prague Spring International Music Festivals. Das Projekt „Note Forget“ wurde 2012 mit dem Preis „Trophées du Sunside“ ausgezeichnet. 2013 erhielt er einen Francophone Public Radio Young Soloist Prize. Im März 2015 wurde er für das Album Bach Imagine mit dem Victoires de la Musique in der Kategorie „Revelation of the Year“ ausgezeichnet.
Ebenfalls für dieses Album erhielt Rondeau im Rahmen des Bremer Musikfestes 2016 den Förderpreis des Deutschlandfunks.

## Diskografie (Auswahl)
- Bach Imagine, Erato/Warner Classics, 2015[7]
- Rameau & Royer, Vertigo, Erato/Warner Classics, 2016[8]
- Bach Dynasty (2017)
- Paula (Music from the film) (2017)
- Scarlatti, Sonatas
- Barricades (2020)
- Bach: Goldberg Variations (2022)
- Gradus ad Parnassum (2023)